# منطقة عبد العزيز
منطقة عبد العزيز (بالصومالية: Degmada Cabdicasiis)‏، من أحياء العاصمة الصومالية مقديشو يقع جنوب شرق منطقة بنادر في الصومال.

## نظرة عامة

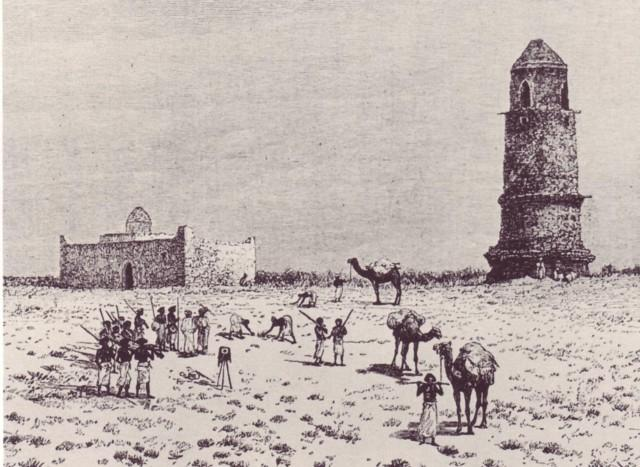
مسجد عبدالعزيز في1882

يحمل الحي اسم الشيخ عبدالعزيز المقدشي الذي يعتبره الكثير من المؤرخين انه اول سفير إفريقي الي الصين .ويعد مسجد عبدالعزيز في حي عبدالعزيز في مقديشو من أقدم المساجد في الصومال  وعلى الرغم من أن وقت بنائه غير معروف فقد رجح المؤرخين ان تاريخيه يرجع إلى القرن الرابع عشر الميلادي.